# Emperador amarillo
El Emperador amarillo, también conocido en Occidente por su nombre chino Huangdi (chino tradicional:  黃帝, en chino simplificado, 黄帝; pinyin, Huángdì), es un mítico soberano chino y héroe cultural, incluido entre los legendarios Tres augustos y cinco emperadores. Es reverenciado como una deidad individualmente o como parte de las Deidades superiores de las cinco regiones (en chino, 五方上帝; pinyin, Wǔfāng Shàngdì) en la religión popular china. Huangdi es por tanto una de las figuras más importantes de la mitología china. Huangdi reinó, según la tradición, desde el 2698 al 2598 a. C. Se le considera como uno de los iniciadores de la civilización china el iniciador de la cultura china, y se le acreditan tradicionalmente numerosos inventos, entre ellos el calendario chino, el taoísmo, las casas de madera, los botes, los carros, las brújulas, «las formas más antiguas de escritura» y el cuju, un milenario juego de pelota.  Se le representa como conquistador, juez, inmortal, dios de la montaña Kunlun y del centro de la Tierra. 
El culto a Huangdi es mencionado por primera vez en el período de los reinos combatientes, y cobró importancia a finales de ese mismo período y principios de la dinastía Han, cuando se le representó como el creador del Estado centralizado, como un gobernante cósmico y como patrón de las artes esotéricas. Se le atribuyeron numerosos textos, como el Huangdi Neijing, un clásico de la medicina, y el Huangdi Sijing, un conjunto de tratados políticos. Tras haber perdido influencia durante la mayor parte del periodo imperial, a principios del siglo XX Huangdi se convirtió en una figura emblemática de los intentos de los chinos han por derrocar el dominio de la dinastía Qing, y sigue siendo un poderoso símbolo del nacionalismo chino moderno.

## Interpretación
Parece que originalmente fue una figura mítica o un dios que fue reinterpretado durante la dinastía Zhou. Originalmente sería un dios de la guerra que en las tradiciones tempranas desempeñaba un papel poco importante, pero que más tarde se convertiría en uno de los inmortales del taoísmo.
Algunos lo identifican con el dios del trueno tocario Ylaiñäkte, que corresponde a otras divinidades indoeuropeas, como el dios germánico Wotan, el griego Apolo y el celta Lug.[cita requerida]

## Leyendas
Se cuenta que su madre quedó embarazada por un rayo caído del cielo nocturno y que tras veinte años de embarazo nació Huangdi, que hablaba desde el nacimiento.
Existen historias sobre su lucha con su hermano Shennong, y con un diluvio causado por un monstruo. También se cuenta que posee un tambor hecho con piel de kui (un ser mitológico que puede producir lluvia, viento o sequía).
La leyenda de su retirada hacia el oeste en la guerra contra el emperador del Este, Chi You, en la batalla de Zhuolu, se considera como el establecimiento de la etnia han.[cita requerida]

## Contribuciones culturales
Los chinos de la etnia han consideran que Huangdi es su ancestro (junto con Shennong, al que también conocen como Yandi, ‘el emperador Yan’).
Los han se refieren a sí mismos con la fórmula «los descendientes de Yan y Huang» (炎黄子孙, Yán Huáng zisun). 
Entre otros logros, al Emperador Amarillo se le atribuye la invención de los principios de la medicina tradicional china: el Neijing (内經, Nèijīng) o Canon médico del Emperador Amarillo, que —según la leyenda— fue compuesto en colaboración con su médico Qi Bo (岐伯).
Sin embargo, historiadores modernos consideran que fue compilado de fuentes antiguas por un estudioso entre las dinastías Zhou y Han, más de 2000 años después.
Su historiador Cang Jie habría sido el creador de los caracteres chinos.
Según otra leyenda, su mujer, Luo Zu o Leitzu (螺祖), enseñó a los chinos cómo tejer la seda de los gusanos. [cita requerida]